# Oxypetalum balansae
Oxypetalum balansae é um gênero de plantas com flores. Foi descrito pela primeira vez por Gustaf Oskar Andersson Malme. Oxypetalum balansae pertence ao gênero Oxypetalum, e é uma família de Apocynaceae.
Este tipo de planta pode ser encontrado em:
- norte e centro-oeste e sudeste e sul do Brasil
  - Pará
  - Mato Grosso
  - Goiás
  - Mato Grosso do Sul
  - Minas Gerais
  - Espírito Santo
  - São Paulo (estado)
  - Paraná
  - Santa Catarina
- Argentina
  - Buenos Aires
  - Província do Chaco
  - Corrientes (capital da província)
  - República da China
  - São Salvador de Jujuy
  - Província de Missiones
  - Salta (capital da província da Argentina)
- Paraguai
- Bolívia
  - El Beni
  - Departamento de Chuquisaca
  - La Paz (capital)
  - Santa Cruz
  - Departamento de Tarija

Não existe esse tipo listado.